# Žďárek

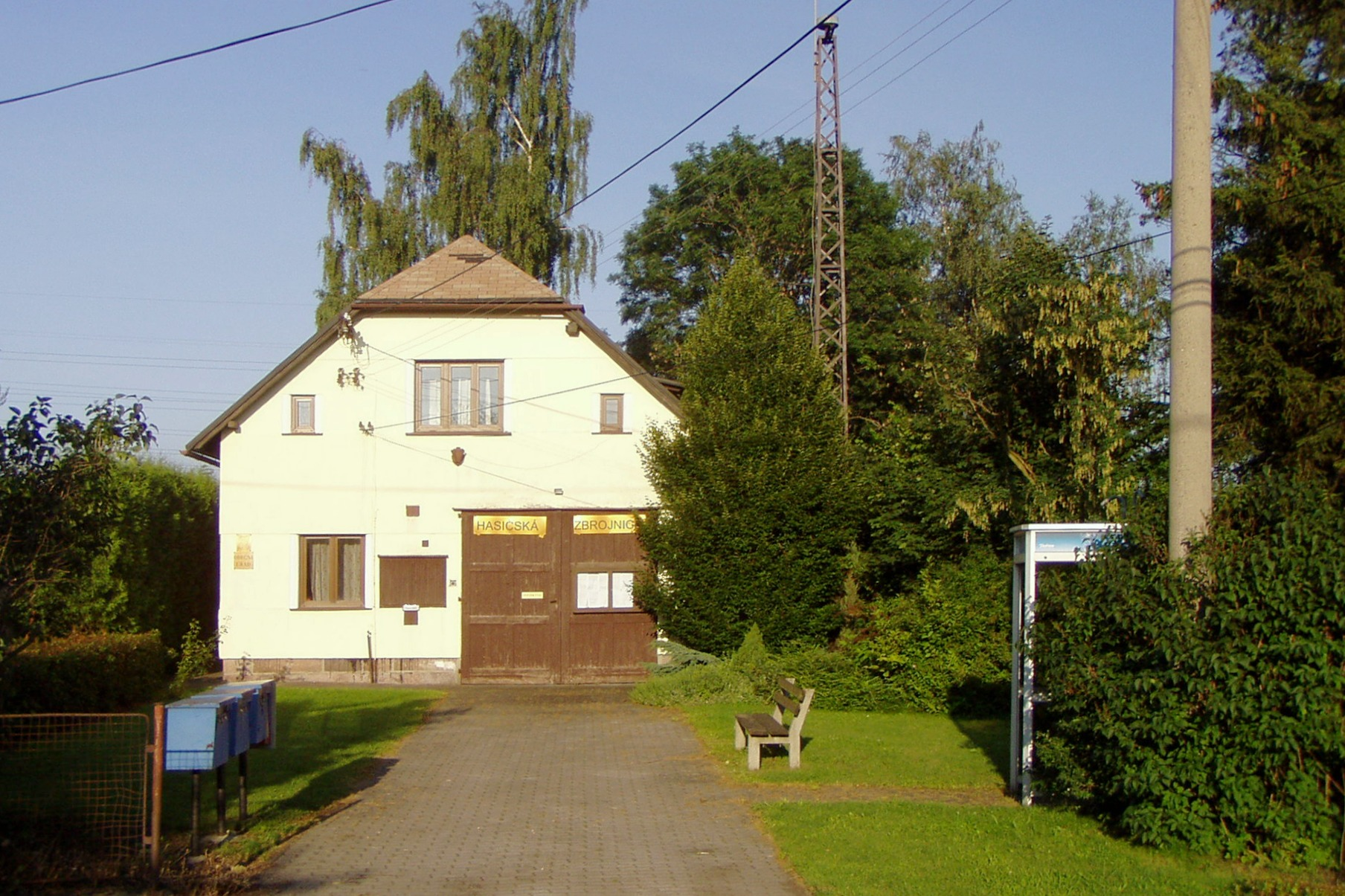
Žďárek, Gemeindeamt

Žďárek (deutsch Scharchen) ist eine Gemeinde in Tschechien. Sie liegt drei Kilometer südöstlich von Hodkovice nad Mohelkou und gehört zum Okres Liberec.

## Geographie
Žďárek befindet sich südlich des Jeschkengebirges linksseitig über dem Tal der Mohelka. Nördlich erhebt sich die Hrobka (Semmelberg, 487 m). Im Westen führen die Schnellstraße R 35 /  E 442 und die Bahnstrecke Pardubice–Liberec vorbei; die nächste Bahnstation liegt südwestlich bei Sedlejovice.
Nachbarorte sind Jílové im Norden, Bezděčín, Sestroňovice, Opálenec und Frýdštejn im Nordosten, Jíva und Chlum im Osten, Zádraha und Odolenovice im Südosten, Zlatá Hvězda und Husa im Süden, Sychrov und Radimovice im Südwesten, Stádla und Sedlejovice im Westen sowie Vrchovina und Nový Mlýn im Nordwesten.

## Geschichte
Die erste schriftliche Erwähnung des an einer Handelsverbindung zwischen Böhmen und der Oberlausitz angelegten Ortes erfolgte im Jahre 1600. Das Dorf war Teil der vereinigten Herrschaften Aicha und Friedstein. Besitzer der Herrschaft waren die Smiřický von Smiřice; ihnen folgte 1622 Albrecht von Waldstein und 1634 Johann Ludwig Hektor von Isolani. Dessen Schwester stiftete den ererbten Besitz 1653 dem Kloster der Wiener Augustiner-Chorherren. 1782 wurde das Kloster der Wiener Augustiner-Chorherren durch Kaiser Joseph II. im Zuge der Säkularisation aufgelöst; zum Ende des 18. Jahrhunderts erwarb das Haus Rohan die Herrschaft Böhmisch Aicha. Die Lage an der wichtigen Handelsstraße führte aber auch zu zahlreichen Militärdurchmärschen. Während der Napoleonischen Kriege zog das russische Heer durch den Ort.
Nach der Aufhebung der Patrimonialherrschaft bildete Žďárek/Scharchen ab 1850 einen Ortsteil der Gemeinde Odolenovice im Bezirk Turnau. Im Jahre 1859 wurde die Eisenbahnstrecke erbaut. 1866 erlebte das Dorf kurz vor der Schlacht bei Podol den Durchzug der Preußischen Truppen. 1878 entstand die Gemeinde Žďárek. Nach der deutschen Besatzung war Scharchen von 1939 bis 1945 ein Grenzdorf zum Reichsgau Sudetenland. Der Großgrundbesitz verblieb bis zur Enteignung von Fürst Kamil Filip Alain Rohan im Jahre 1945 bei den Rohan, die ihren Sitz auf Schloss Sychrov hatten. Mit Beginn des Jahres 1961 wurde Žďárek nach Sychrov eingemeindet und kam zugleich zum Okres Liberec. Die zuvor zu Paceřice gehörige Ansiedlung Zlatá Hvězda wurde 1990 Žďárek zugeordnet. Seit 1996 besteht die Gemeinde Žďárek wieder. 1997 wurde die Schnellstraße R 35 fertiggestellt. Žďárek ist die kleinste Gemeinde im Okres Liberec.

## Gemeindegliederung
Für die Gemeinde Žďárek sind keine Ortsteile ausgewiesen. Zu Žďárek gehört die Ansiedlung Zlatá Hvězda (Goldenstern).

## Sehenswürdigkeiten
- Kapelle mit Glockenturm

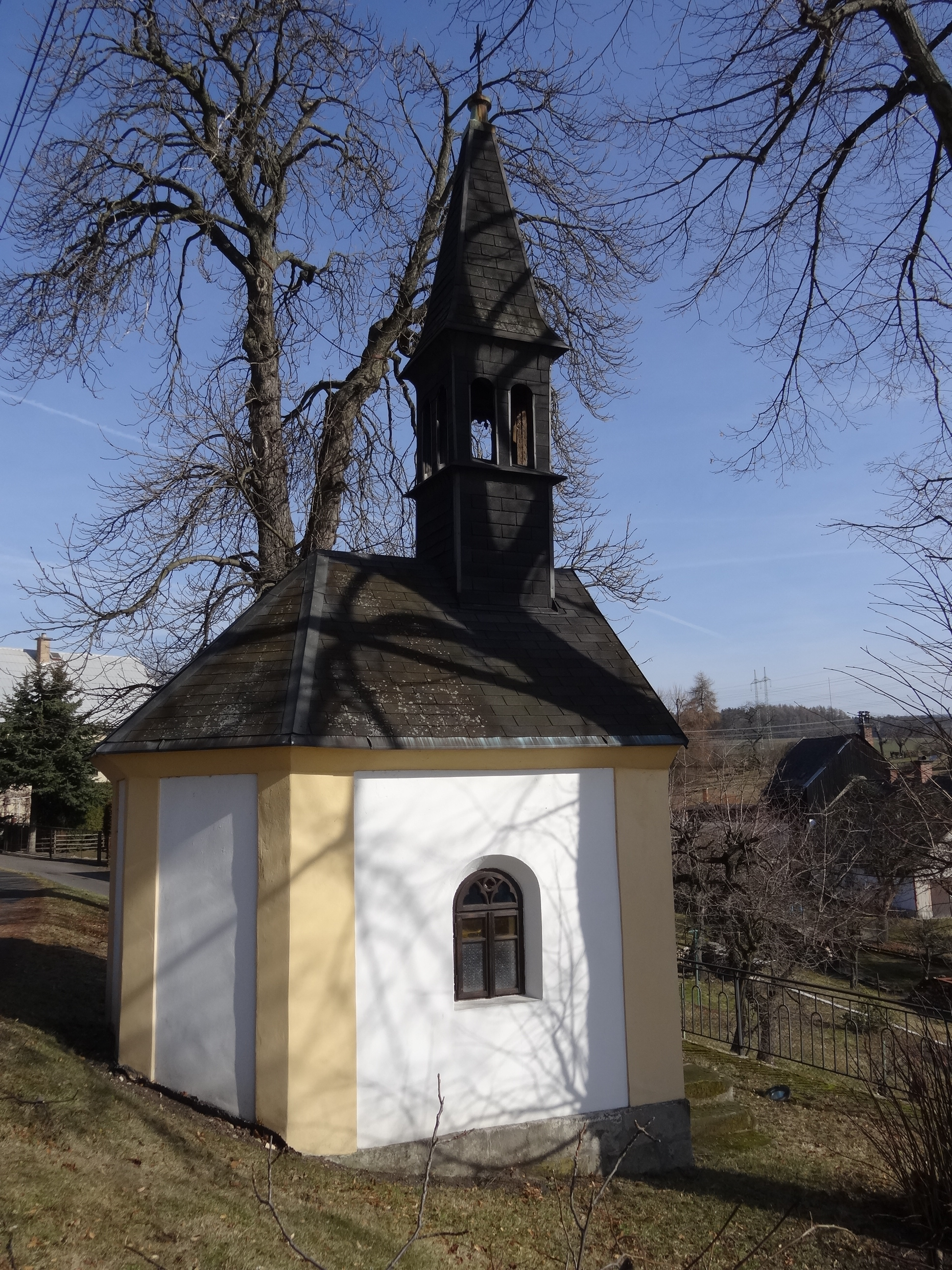
Kapelle in Žďárek

- Schloss Sychrov, südwestlich des Dorfes